# فیلسوفان بدکردار
فیلسوفان بدکردار کتابی است که دو نویسنده انگلیسی به نام نایجل راجرز و مل تامپسون در سال ۲۰۰۴ نوشتند و توسط انتشارات پیتر اوون در انگلستان منتشر شد. به گفته راجرز، نگارش این کتاب ریشه در گفتگوهایی داشت که او و مل تامپسون در حوالی سال‌های ۲۰۰۰ و ۲۰۰۱ داشتند. هشت فیلسوف غربی یعنی ژان ژاک روسو، آرتور شوپنهاور، فردریش نیچه، برتراند راسل، لودویگ ویتگنشتاین، مارتین هایدگر، ژان پل سارتر و میشل فوکو در این کتاب هشت فصل را به خود اختصاص داده‌اند. نویسندگان با آوردن شواهدی از زندگی شخصی این افراد، تلاش کرده‌اند نشان دهند که فلسفه آنها واکنشی به مسائل و مشکلات در زندگی شخصی آنها بوده‌است. از آنجا که این کتاب تناقض‌های بزرگی در رفتار و گفتار بزرگ‌ترین فیلسوفان را برجسته می‌کند، مخالفت‌ها و موافقت‌های زیادی را در فضای آکادمیک جهانی برانگیخته است.
نسخه فارسی فیلسوفان بدکردار به وسیله انتشارات امیر کبیر در ایران منتشر شد.

## ژان ژاک روسو
در کتاب ادعا می‌کند روسو زندگی بسیار پرآشوبی داشته‌است. سرقت، دروغ، بچه‌های نامشروع و سپردن آنها به پرورشگاه، رابطه با زنان شوهردار، بداخلاقی و بدخلقی، تنها برخی صفات ناپسندی است که برای روسو برشمرده شده‌است. روسو هرگز خودش را مقصر نمی‌دانست و معتقد بود مدرنیته و تمدن این خباثت‌ها را به او تحمیل کرده‌است.

## آرتور شوپنهاور
در کتاب گفته شده آرتور شوپنهاور که دوست داشت مثل بودا، کانت یا اسپینوزا شناخته شود هرگز ازدواج نکرد و در جوانی روابط غیرمشروعی داشت. او که دچار همه دشمن پنداری شده بود در سال‌های آخر عمرش هیچ‌کس را به حضور نمی‌پذیرفت و از ترس دیگران سکه‌هایش را در شیشه دوات قایم می‌کرد.

## فریدریش نیچه
کتاب ادعا می‌کند نیچه که دائماً بیمار بود را نمی‌توان دارای روابط بی‌اخلاقی جنسی دانست. مهم‌ترین مورد در زندگی او عشق به لو سالومه بود که از یک بوسه فراتر نرفت. اگر نیچه بر اثر سفلیس نمی‌مرد، می‌شد گفت که او در هنگام مرگ پسر بود. البته او یک بار به کازیما واگنر نوشته بود که او را دوست دارد. کازیما که همسر دوست او واگنر بود این یادداشت را بی پاسخ گذاشته بود.

## لودویگ ویتگنشتاین
کتاب ادعا کرده لودویگ ویتگنشتاین که همیشه از همجنس‌گرایی خود شرمنده بود تلاش می‌کرد با خشم و ریاضت کشی از شر این حس در خود رهایی یابد. خود بزرگ بینی هم مشکل مهم دیگر ویتگنشتاین بود و او هیچ نقدی را تحمل نمی‌کرد. او یک بار با میله آتشدان نزدیک بود که به پوپر حمله کند و بر همین اساس کتابی نوشته شده‌است.

## مارتین هایدگر
در کتاب گفته شده مارتین هایدگر گرچه به دلیل کتاب‌هایی مثل هستی و زمان به وسیله بسیاری از پیروان یهودی تحسین می‌شد، اما در سال ۱۹۳۳ به ناگهان به سمت حزب نازی گشت و نقش مهمی در سرکوب یهودیان ایفا کرد. او در عین حال کمک کرد که معشوقه‌های یهودی او مثل هانا آرنت بتوانند از آلمان نازی بگریزند. او هرگز به صورت صریح هولوکاست را محکوم نکرد.

## ژان پل سارتر
در این کتاب می‌خوانیم سارتر که دارای مشکلات جسمی و شخصیتی خاصی بود، این مسائل را در زندگی شخصی خود به خوبی نشان داد. او و دوبوار با دختران نوجوان زندگی‌های سه نفری تشکیل می‌دادند و این روابط گاهی چند ماه طول می‌کشید. از آنجا که آلبر کامو از سارتر خوش‌ظاهر تر و در جلب زنان موفق تر بود، سارتر یک دهه تمام کارهای ادبی کامو را نقد و به شخصیت او حمله می‌کرد. در جریان این روابط دخترانی مثل بیانکا لمبلین و ناتالی سوروکین دچار مشکلات روحی شدیدی شدند. همچنین، سارتر در اوج فجایع اردوگاه‌های کار اجباری در شوروی، اعلام کرد که در شوروی آزادی کامل وجود دارد و همه می‌توانند به راحتی از استالین انتقاد کنند.

## میشل فوکو
در کتاب ادعا شده میشل فوکو که همجنس‌گرا بود با دوست پسرهایش روابط سادومازوخیستی برقرار می‌کرد و همین رفتارها باعث رنجش و فرار آنها می‌شد. دانیل دفر که بیش از دیگر پسرها با او ماند بر او تأثیر زیادی گذاشت. فوکو در حمام خانه‌های سانفرانسیسکو از سکس همزمان با چند مرد لذت می‌برد و بعد از مرگش گروه‌های همجنس‌گرا او را متهم کردند که به رغم اطلاعش از داشتن بیماری ایدز، ده‌ها نفر را به این بیماری مبتلا کرده‌است.

## در ایران
این کتاب در ایران هواداران و مخالفانی یافته‌است. در ایران عده‌ای این کتاب را وهن فلسفه و فیلسوفان دانسته‌اند و حتی گروهی خواهان ممنوعیت خواندن آن شده‌اند. این کتاب گرچه در ایران منتشر شده، اما در افغانستان هم مخاطبانی یافته‌است. در ۱۱ بهمن ماه ۱۳۹۷ محمدرضا گلزار در برنامه برنده باش با ستایش از کتاب فیلسوفان بدکردار خواندن آن را به بینندگان برنامه اش توصیه کرد.
گفته می‌شود که زندگی شخصی فیلسوفان هیچ ارتباطی با آثار آنان ندارد. اکنون، دو نویسنده انگلیسی به نام نایجل راجرز و مل تامپسون، با انتشار کتابی به نام فیلسوفان بدکردار این انگاره را در هم ریخته‌اند. راجرز و تامپسون می‌گویند، فلسفه هر فیلسوف، نه تنها به زندگی او مربوط می‌شود، بلکه واکنشی به زندگی شخصی اوست، چنان‌که نیچه می‌گوید: «هر فلسفه بزرگ اعتراف بنیانگذار آن و مجموعه‌ای از افشاگری‌های غیر داوطلبانه از خاطرات شخصی است».